# Finländskt medborgarskap

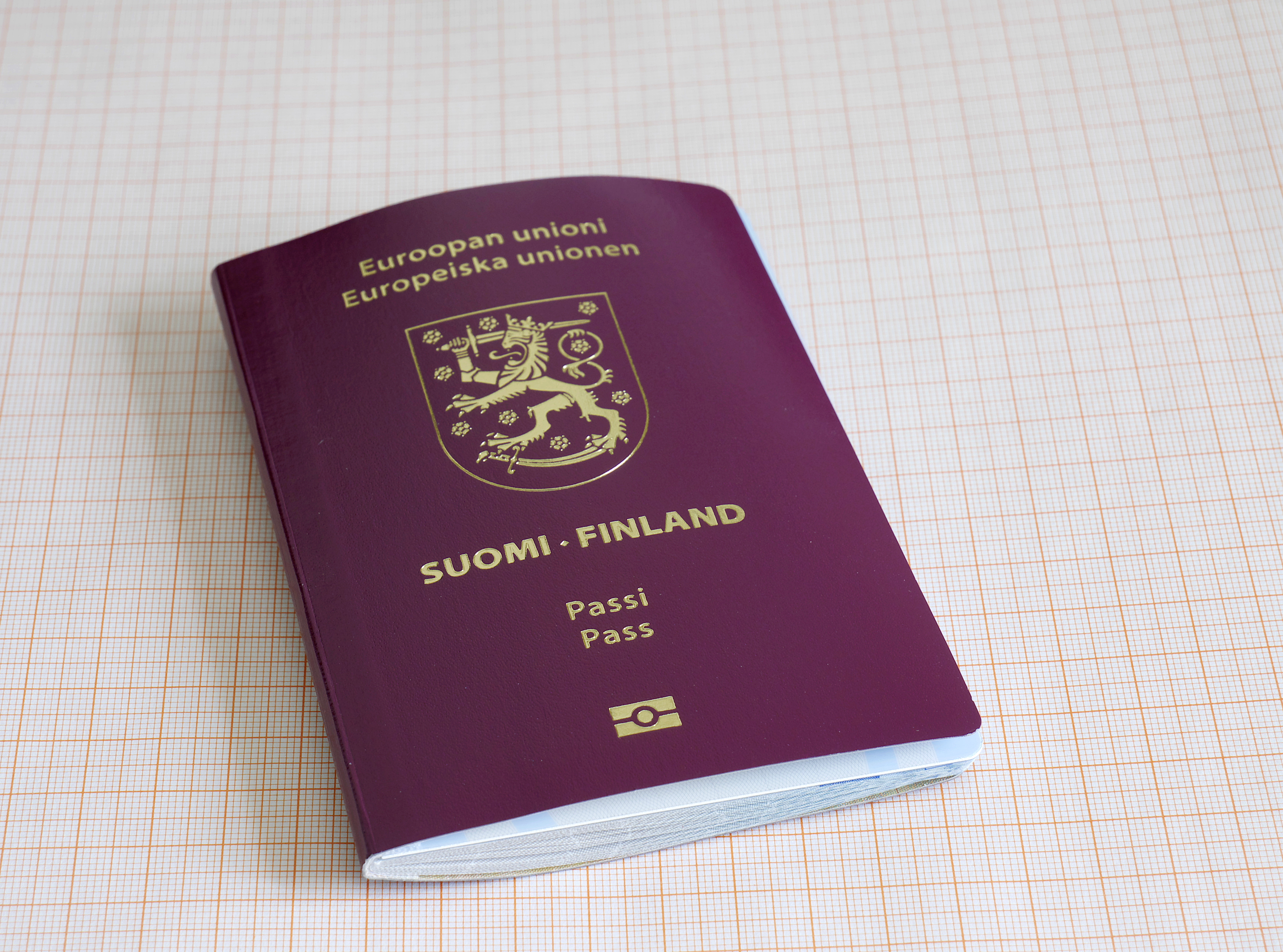
Finländskt pass.

Medborgarskap i Finland kan erhållas på basis av födelse, äktenskap mellan föräldrar, adoption eller födelseort. Dessutom kan det förvärvas genom ansökan eller efter anmälan till myndigheterna. Förvärv av finländskt medborgarskap bygger främst på den rättsliga principen om jus sanguinis. För många praktiska ändamål är emellertid kommunal hemvist och hemort i Finland lika viktiga för relationen mellan individen och de finländska myndigheterna som individens medborgarskap.